# Húsavík (Wyspy Owcze)

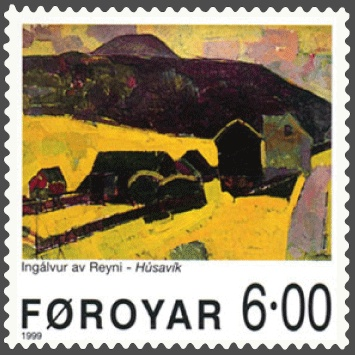
Húsavík na znaczku pocztowym

Húsavík – wieś położona na wyspie Sandoy, na Wyspach Owczych mająca obecnie 70 stałych mieszkańców. Jej kod pocztowy to FO-230.

## Demografia
Według danych Urzędu Statystycznego (I 2015 r.) jest 63. co do wielkości miejscowością Wysp Owczych.